# Sesarmidae
Sesarmidae (лат.) — семейство десятиногих раков из инфраотряда крабов (Brachyura).
Ранее оно многими авторами включалось в Grapsidae. Представители нескольких родов, а именно: Geosesarma, Metopaulias и Sesarma, являются настоящими наземными крабами. Им не нужно возвращаться в море даже для размножения.
В ископаемом состоянии семейство известно из мексиканского янтаря.

## Классификация
В семейство входят следующие роды:
- Aratus
- Armases
- Bresedium
- Chiromantes
- Clistocoeloma
- Episesarma
- Geosesarma
- Haberma
- Karstarma
- Labuanium
- Metagrapsus
- Metasesarma
- Metopaulias
- Muradium
- Namlacium
- Nanosesarma
- Neosarmatium
- Neosesarma
- Parasesarma
- Perisesarma
- Pseudosesarma
- Sarmatium
- Scandarma
- Selatium
- Sesarma
- Sesarmoides
- Sesarmops
- Stelgistra
- Tiomanum

Роды Chiromantes, Parasesarma, Pseudosesarma и Sesarmops, по-видимому, не монофилетические. Scandarma может быть младшим синонимом какого-то другого рода.